# Trottel im Weltall
Trottel im Weltall (The Creature Wasn’t Nice) ist eine US-amerikanische Science-Fiction-Horrorkomödie von Bruce Kimmel aus dem Jahr 1981. Der Film erschien später auch als Naked Space – Trottel im Weltall.

## Handlung
Die Besatzung des von Captain Jamieson befehligten Raumschiffes Vertigo landet auf einem unerforschten Planeten, auf dem sie eine unbekannte Substanz findet. Eine Probe wird mitgenommen. Aus der Substanz entsteht ein Wesen, das Menschen jagt und singt. Nur zwei Besatzungsmitglieder überleben.

## Kritiken
- Lexikon des internationalen Films: „Mißglückter Versuch einer Science-Fiction- und ‚Alien‘-Parodie.“[1]

- Richard Schreib im „Science Fiction, Horror & Fantasy Film Review“: Die Komödie sei als eine Parodie des Genres eine Katastrophe. Es gebe nur wenige Gags, die dann auch noch geschmacklos seien. Die Hälfte des Films bestehe aus Gesang- und Tanzeinlagen, der Rest sei „niveauloser Humor“. Die Spezialeffekte würden billig wirken; einige der Landschaften auf dem fremden Planeten seien nur gemalt.[2]

## Sonstiges
- Die Bilder des Raumschiffes Vertigo sind animiert, während ein anderes Raumschiff als Modell gefilmt wurde.
- Einige Aufnahmen wurden in den Gebäuden des Cypress College, Cypress, Kalifornien gemacht.
- Der Film wird im deutschsprachigen Raum auch unter dem Alternativtitel Naked Space vermarktet
- In Deutschland erschien der Film im Fernsehen am 9. März 1997.